# Lamrim Yeshe Nyingpo
| Tibetische Bezeichnung                           |
| ------------------------------------------------ |
| Tibetische Schrift: ལམ་རིམ་ཡེ་ཤེས་སྙིང་པོ་             |
| Wylie-Transliteration: lam rim ye shes snying po |

Lamrim Yeshe Nyingpo  (tib. ལམ་རིམ་ཡེ་ཤེས་སྙིང་པོ་, Wyl. lam rim ye shes snying po) sind Vajrayana-Belehrungen, bei denen es sich um Terma von Padmasambhava (Guru Rinpoche) handelt, die von Jamyang Khyentse Wangpo und Chokgyur Dechen Lingpa  entdeckt und von Jamgön Kongtrül Lodrö Thaye („The Light of Wisdom“) kommentiert wurden. Diese Belehrungen stellen eine „authentische Überlieferungslinie der kompletten Vajrayana-Belehrungen Tibets dar“, verbunden mit einer „nicht-sektiererischen (Rime)-Sichtweise“. Von Jamyang Dragpa (jam dbyangs grags pa) wurden sie mit Anmerkungen versehen. Unter dem Titel The Light of Wisdom wurden sie von Erik Pema Kunsang (Erik Hein Schmidt) ins Englische übersetzt und sind im Verlag Rangjung Yeshe Publications erschienen.